# 成田修造
成田 修造（なりた しゅうぞう、1989年7月3日 - ）は、日本の起業家、エンジェル投資家、『リンクウェル』『ビビッドガーデン』社外取締役、『デジタルレシピ』顧問、『Leaner』『Chompy』共同創業、元クラウドワークス取締役副社長兼COO（最高執行責任者）。
東京都北区出身、慶應義塾大学経済学部卒業、三児の父。兄は経済学者の成田悠輔。

## 経歴
東京都北区生まれ。4歳年上の兄に成田悠輔がおり4人家族。城北中学校・高等学校、慶應義塾大学経済学部を卒業。
14歳で父親が失踪し、その後、母親が脳出血で倒れる。そうした中で大学在学中に2年間、アスタミューゼという発明・特許情報を扱うベンチャー企業で正社員として勤務 した後、大学3年時に中川綾太郎、石田健と共同で（株）アトコレを設立し、代表取締役社長に就任。オープンイノベーション支援サービス「astamuse」を手掛ける他、大手人材紹介会社との提携事業を立ち上げ、サイトディレクションやWebマーケティングを担当。アート作品の解説まとめサイト「atokore」の立ち上げや、iPhoneアプリ開発などを行う。
2012年（平成26年）6月に（株）クラウドワークスにインターンで参画。大学4年生で正社員に。同時に執行役員に就任。「働き方革命」をビジョンにクラウドソーシングサービスをはじめ様々な事業を展開。
2014年12月には取締役COOとして東京証券取引所マザーズ市場に上場し、当時史上最年少（25歳）で上場企業取締役となる。
2015年4月には取締役副社長COOに就任し、2022年（令和4年）には取締役執行役員兼CINOとして新規事業開発や投資に携わる。
2023年（令和5年）同社を卒業後、複数の社外取締役などに就きながら起業等新たな挑戦を開始。
同年1月、AIコピーライティングサービス「Catchy」を運営するデジタルレシピのアドバイザーに就任。4月、一般社団法人ジェネレーティブAI協会GAIAを設立、代表理事に就任。6月、食べチョクを運営する（株）『ビビッドガーデン』社外取締役に就任。

## 人物
- 成田は「お坊ちゃん育ちだった」と人からたまに思われることがあるが、実際には「真逆もいいところ」である[1]。ワンルームに家族4人で、お金がないどころか借金まみれ、生きていくのがギリギリの底辺生活だった[1]。父親は働くことを嫌って定職には就かず、いつもプラプラしていた[1]。哲学や文学に通じた知識人であったが、パチンコ、麻雀、酒、タバコに目がない人だった[1]。ギャンブルをしては負け込んで、消費者金融からお金を借りることを繰り返していた[1]。中学2年のときに父親が失踪。共働きだったので突然、半分以上の収入がなくなり、片親になったことで人生が大きく変わった。離婚、自己破産、自宅の売却。さらに母親がノイローゼに。その後、高校2年のときに母がストレスからくも膜下出血でたおれ、障害者となった。両親がともにいない状態になり、その後は兄と二人で生活し、家事をはじめとするあらゆることを自分でやるようになった[2]。
- 博識な父親はメディアのあり方には懐疑的で、「テレビで放送されていることが真実だと、どうして思うんだ?。間違っている可能性もあるのだから、たやすく同調してはいけない」と教えられた[1]。父親の影響を受け、成田は世の中を斜めに見るクセ、人の意見を真に受けないクセが身についた[1]。
- 幼少期は喧嘩をよくしていた[2]。バスケットボール、剣道、卓球に打ち込んでいた[2]。
- 大学時代にアメリカで学者になった兄の成田悠輔がそばにいたこともあり、模倣しても敵わないという思いからビジネスの道に進んだ[2]。
- 慶應大学ではビジネスコンテストを行うサークルに所属。サークルの先輩にはユーグレナの出雲充やラクスルの松本恭攝、当時マッキンゼーにいたシリアルアントレプレナーの柴田陽がいた。その他にも在学中に、GEやLIXILの社長であった藤森義明や経営学者の米倉誠一郎、レオス・キャピタルワークスの藤野英人など刺激的な人たちと出会えたことで、その後の人生に大きな影響を受けた。そういった経験から大学1年の頃に「いつか起業して、世界に通用するようなベンチャーをつくりたい」と思うようになった[2]。

## 著書

### 単著
- 『逆張り思考 戦わずに圧倒的に勝つ人生戦略』（KADOKAWA、2023年7月28日）　ISBN 978-4046061195

### 監修
- 『AIが「答えの出ない問題」に答えてみた。』（Catchy著書、伊藤新之介と共同監修、クロスメディア・パブリッシング、2023年3月24日)　ISBN 978-4295408086

## 出演

### テレビ
- 『新しい義務教育』（テレビ東京）[7]
- 『サン！シャイン』(フジテレビ)
- 『ビートたけしのTVタックル』（テレビ東京)
- 『サンデー・ジャポン』（TBS）

### ラジオ
- 『シブカル』（渋谷クロスFM）[8]

### ウェブ番組
- 『ABEMA Prime』(ABEMA) ※レギュラー出演
- 『ReHacQ−リハック−』（YouTubeチャンネル）-『まったりFUKABORIN』※レギュラー出演
- 『街録ch〜あなたの人生、教えて下さい〜』（YouTubeチャンネル）[9]
- 『PIVOT』（YouTubeチャンネル）
- 『日経テレ東大学』（YouTubeチャンネル）
- 『新R25』（YouTubeチャンネル）
- 『しゅんダイアリー就活チャンネル』（YouTubeチャンネル）

### 雑誌
- 『週刊東洋経済』 - 「起業挫折を乗り越え新卒で執行役員に」[10]